# جاك رينولدز
جاك رينولدز (بالإنجليزية: Jack Reynolds)‏ (23 سبتمبر 1881 بمانشستر في المملكة المتحدة - 8 نوفمبر 1962 بأمستردام في المملكة المتحدة) هو مدرب كرة قدم ولاعب كرة قدم بريطاني (وحمل سابقاً جنسية المملكة المتحدة لبريطانيا العظمى وأيرلندا) في مركز جناح ‏. لعب مع شيفيلد وينزداي وغريمسبي تاون ومانشستر سيتي ونادي روتشديل ونادي غيلينغهام ونادي واتفورد وBurton United F.C. ‏.